# 美國秩序的根基
美國秩序的根基（Roots of American Order）是罗素·柯克於1974年出版的一本書籍。该书现由个人主义者院际联合会（ISI Books）出版。
在书中，罗素·柯克認為美國的秩序來自於耶路撒冷（基督教）、古雅典（民主）、古罗马（共和）和伦敦（法治）。

## 外部鏈接
- Roots Of American Order 由罗素·柯克 (ISI Books, 1974, Reprint: 2003)